# De ganzenhoedster

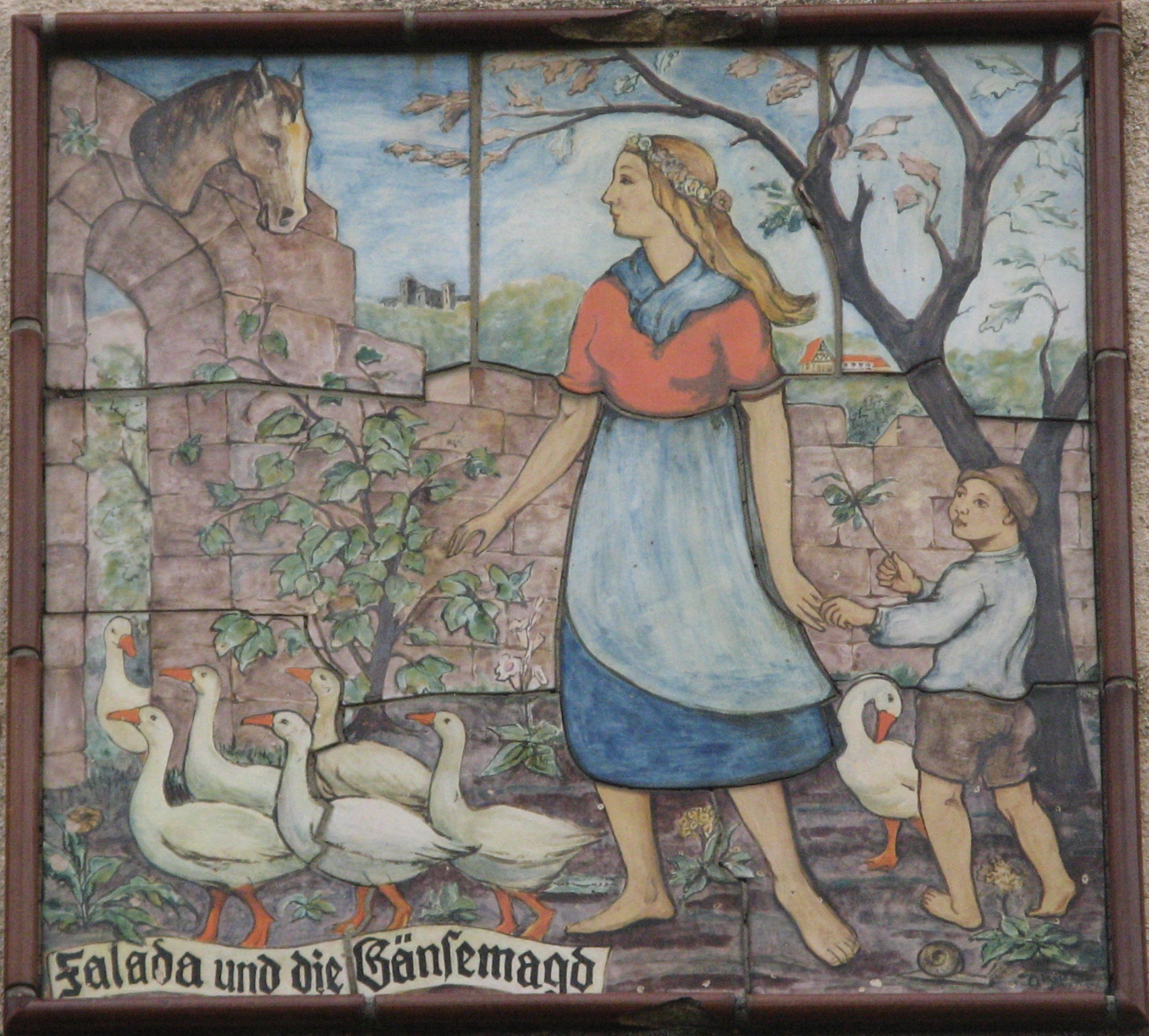
De ganzenhoedster, Johann-Mithlinger-Siedlung

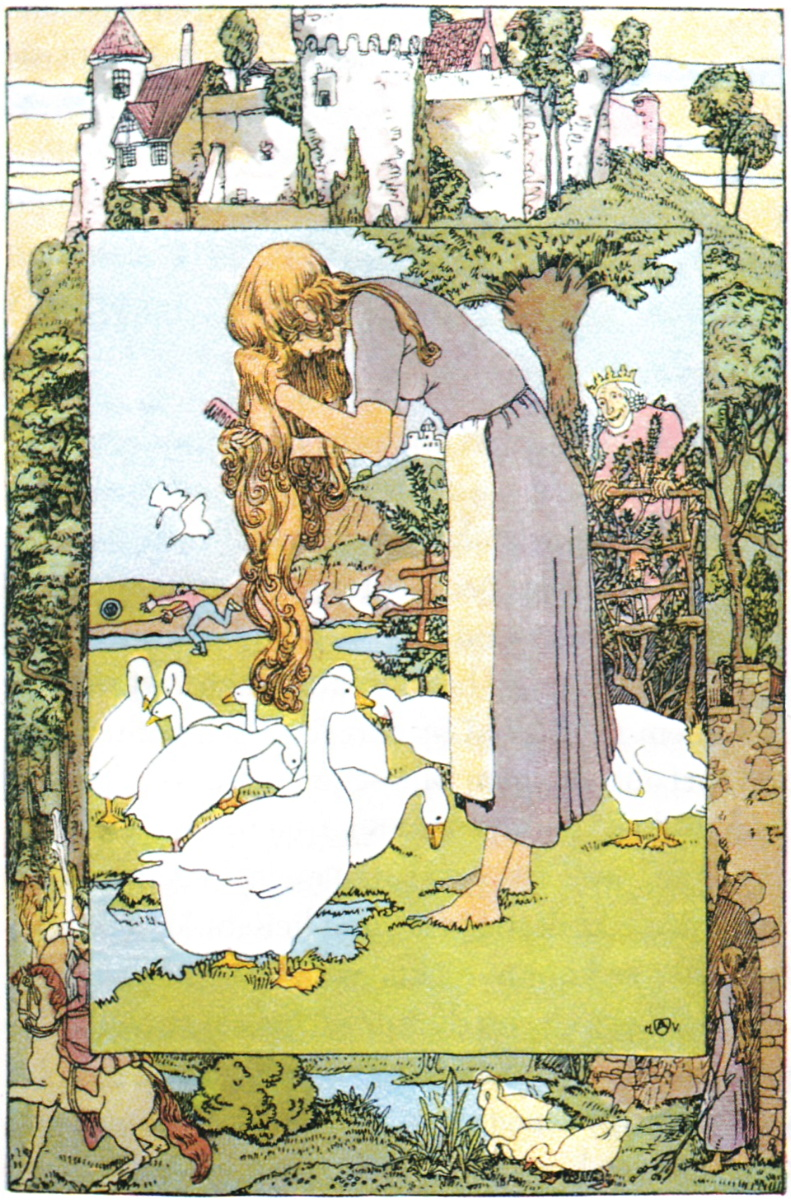
Die Gänsemagd, Heinrich Vogeler

De ganzenhoedster is een sprookje uit Kinder- und Hausmärchen, de verzameling van de gebroeders Grimm, met als nummer KHM89. De oorspronkelijke naam is Die Gänsemagd.

## Het verhaal
Een koningin, die weduwe is, heeft een mooie dochter en deze wordt beloofd aan een koningszoon. De moeder pakt veel kostbaarheden in voor de bruidsschat en laat een kamenier meereizen. Ze krijgen beiden een paard. Het paard van de koningsdochter heet Falada en het dier kan praten. De moeder snijdt zich bij het afscheid met een mesje in haar vinger, waarop deze gaat bloeden en drie druppels bloed op een zakdoek laat vallen. Deze zakdoek krijgt haar dochter van haar moeder, en ze vertelt dat het meisje deze onderweg nodig zal hebben. Ze nemen afscheid en het meisje stopt de zakdoek bij haar boezem.
Na een uur krijgt het meisje dorst. Ze wil dat de kamenier water uit de beek in een beker doet. De kamenier zegt dat het meisje zelf maar af moet stappen, ze wil geen dienstbode zijn. De koningsdochter doet dit en de drie druppels bloed zeggen dat het hart van haar moeder zou breken als ze dit zou zien. De koningsdochter klimt weer op haar paard en ze rijden vele mijlen. Opnieuw komen ze bij een rivier en de koningsdochter zegt de kamenier om drinken voor haar te halen, maar deze weigert opnieuw. Het doekje valt tijdens het drinken in het water en drijft met de stroom mee. De kamenier ziet dit en is blij, de koningsdochter is nu zwak en machteloos geworden.
Als de koningsdochter op Falada wil klimmen, zegt de kamenier dat dit haar plek is. Ze dwingt de koningsdochter de kleren te ruilen en deze moet beloven niemand iets te vertellen. Als ze het geheim zou verklappen, zou de kamenier het meisje doden. Ze reizen verder en komen in het koninklijk paleis. De koningszoon onthaalt hen en begeleidt de kamenier. De oude koning ziet het fijngebouwde meisje op de binnenplaats en stuurt haar mee met het ganzenhoedertje Koertje. De kamenier laat intussen het hoofd van Falada afhakken, omdat het onderweg erg lastig geweest zou zijn. De ware koningsdochter hoort dit en belooft een geldstuk als de vilder het hoofd van Falada in de donkere poort wil ophangen.
Als de ware koningsdochter de volgende dag door de poort loopt, spreekt ze Falada aan. Het hoofd antwoordt haar; haar moeders hart zou breken als ze dit zou zien. De koningsdochter kamt haar gouden haren en Koertje ziet dit, de koningsdochter laat de wind dan spelen met het hoedje van Koertje en deze komt terug als zij al klaar is met kammen. Koertje wordt boos en ze gaan 's avonds terug. De volgende dag herhaalt dit tafereel zich en 's avonds gaat Koertje naar de oude koning. Hij vertelt dat hij niet langer ganzen wil hoeden met het meisje, omdat ze hem de hele dag plaagt. Als de koning van het paardenhoofd en het spelen met de wind hoort, gaat hij de volgende dag op onderzoek.
De koning ziet hoe de gebeurtenissen zich herhalen en hij gaat stiekem terug naar huis. De oude koning vraagt de ganzenhoedster waarom ze dit doet, maar ze vertelt dat ze niks mag zeggen omdat ze anders zal sterven. De koning raadt haar dan aan om alles aan de ijzeren haard te vertellen en hij hoort alles via de afvoerpijp. Ze krijgt koninklijke kleding en is erg mooi, de koningszoon wordt geroepen en hij krijgt te horen dat hij een verkeerde bruid heeft. Er wordt een feestmaal gegeven en de kamenier herkent de koningsdochter niet, die aan de andere kant van de koningszoon aan tafel zit.
Na het eten krijgt de kamenier een raadsel van de koning, ze moet vertellen welke straf past bij iemand die haar heer bedriegt. De valse bruid antwoordt dat diegene poedelnaakt in een vat moet worden gestopt, wat met puntige spijkers beslagen is. Twee witte paarden moeten het vat over de wegen slepen, tot ze dood is. Op deze manier heeft de valse bruid haar eigen vonnis geveld en het gebeurt zoals is verteld. De jonge koning trouwt met de ware bruid en ze heersen in vrede over het rijk.

## Achtergronden bij het verhaal
- Het sprookje komt uit Zwehrn in Nederhessen.
- Het hoofdmotief is dat de ware bruid trouw blijft aan haar nobele karakter, zelfs in de moeilijkste omstandigheden.
- Sprekende wijze paarden komen voor in vele verhalen. Zie ook Fernand getrouw en Fernand ontrouw (KHM126).
- Falada herinnert aan Falerie, het paard van Roland, en aan Valantin, het paard van Willem van Oranje.
- Drie druppels bloed komen ook voor in De trouwe Johannes (KHM6), Vrijer Roland (KHM56) en de Parzival-sage en verwijzen naar het verleden. Er vloeit vaker bloed in sprookjes (zoals de moeder van Sneeuwwitje die zich prikt, waarna druppels bloed in de sneeuw vallen).
- Opgespietste paardenhoofden hadden in het Noorden de macht de vijand schade toe te brengen.
- De verstopte gouden haren zijn ook te vinden in IJzeren Hans (KHM136).
- Verwisseling van de ware en valse bruid komt voor in Broertje en zusje (KHM11), De drie mannetjes in het bos (KHM13), De witte en de zwarte bruid (KHM135) en Jonkvrouw Maleen (KHM198).
- Vergelijk De geduldsteen en Rozenlachjes en pareltranen uit Turkije.

## Afbeeldingen

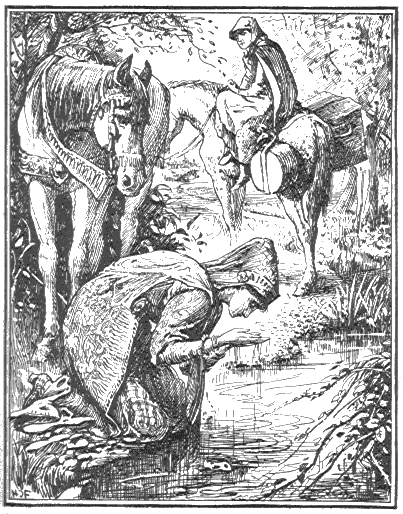
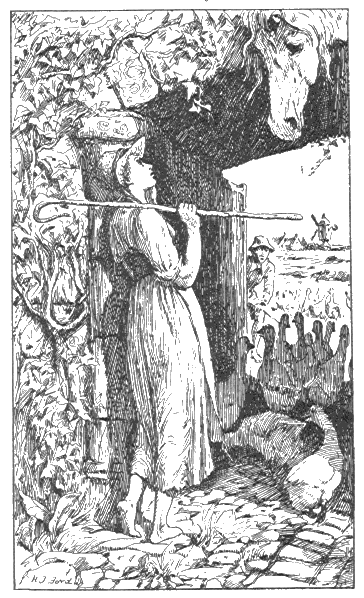
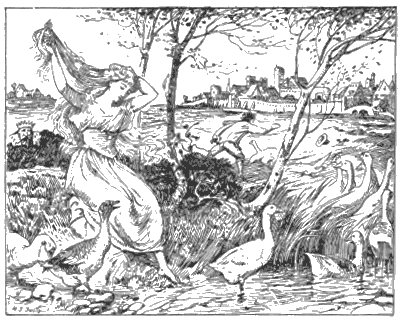